# Dolomedes saganus
Dolomedes saganus là một loài nhện trong họ Pisauridae.
Loài này thuộc chi Dolomedes. Dolomedes saganus được Friedrich Wilhelm Bösenberg & Embrik Strand miêu tả năm 1906.